# Elizabeth (Nova Jérsia)
Elizabeth é uma cidade localizada no estado norte-americano de Nova Jersey, no Condado de Union. Foi fundada em 1665, e incorporada em 13 de março de 1855.

## Geografia
De acordo com o United States Census Bureau, a cidade tem uma área de 34,9 km², onde 31,9 km² estão cobertos por terra e 3 km² por água.

## Demografia
Segundo o censo nacional de 2010, a sua população é de 124 969 habitantes e sua densidade populacional é de 3 916,46 hab/km². É a quarta cidade mais populosa de Nova Jersey. Possui 45 516 residências, que resulta em uma densidade de 1 426,45 residências/km².

## Educação
As Escolas Públicas de Elizabeth gerencia escolas públicas.